# Лимацелла
Лимаце́лла (лат. Limacella) — род грибов семейства Мухоморовые (Amanitaceae) порядка Агариковые (Agaricales).

## Морфология
Плодовые тела шляпконожечные, центральные, небольших и средних размеров. Типы развития — бивелангиокарпный или пилеокарпный. От рода Amanita отличается главным образом отсутствием вольвы и хлопьев на шляпке, строением кольца или наличием слизистого покрывала.
Шляпка толстомясистая, колокольчатая или полушаровидная, позже раскрывается до ширококонической, плоско-выпуклой или распростёртой, край ровный или зубчатый. Бугорок в центре может быть или отсутствует. Поверхность клейкая или слизистая.
Мякоть обычно белая, плотная, с мучным запахом.
Гименофор пластинчатый, пластинки свободные, слабо приросшие или с коллариумом, частые, белые, имеются пластиночки.
Ножка цилиндрическая, может быть с расширенным или клубневидным основанием, выполненная или с полостями, со слизистой, клейкой или сухой поверхностью.
Остатки покрывал: вольва отсутствует, кольцо волокнистое, кортиновидное, хорошо выражено или слизистое, быстро исчезает.
Споровый порошок белый, споры от округлых до яйцевидных, гладкие или слабо шероховатые, неамилоидные или псевдоамилоидные, не цианофильные.
Трама пластинок вначале билатеральная, с возрастом становится инверсной или неправильной. Плевро- и хейлоцистиды отсутствуют.

## Экология
Микоризные и сапротрофные грибы, растут на почве или на остатках древесины, встречаются в лесах, парках, есть степные виды, могут появляться в парниках.
Род известен в Европе, Азии, Северной Америке, Африке.

## Практическое значение
Эти грибы встречаются достаточно редко, поэтому малоизвестны грибникам. Есть съедобные, у части видов съедобность или токсичность не изучена, среди них могут быть ядовитые.

## Систематика и виды
Род разделяют на секции Limacella и Lubricae, к нему относят около 15 видов, из них в Европе встречаются 8.
Секция Limacella:
- Limacella steppicola Zer. & Wasser, 1988 — Лимацелла степная
- Limacella guttata (Pers.:Fr.) Konr. & Maubl., 1928 — Лимацелла капельная, или крапчатая, или сочащаяся
- Limacella glioderma (Fr.) R.Mre, 1937 — Лимацелла клейкая
- Limacella delicata (Fr.) Earle ex H.V.Sm., 1945 typus — Лимацелла нежная

Секция Lubricae H.V.Sm. ex Sing., 1975 (отличается клейкой, слизистой ножкой):
- Limacella illinita (Fr.) R.Mre, 1937 — Лимацелла масляная